# Христо Стоичков
Христо Стоичков (буг. Христо Стоичков; Пловдив, 8. фебруар 1966) је бивши бугарски фудбалер који је тренутно фудбалски тренер.
Стоичков је каријеру почео у ЦСКА Софија, затим наставио у Барселони и у Парми, а завршио у Чикагу и Ди си јунајтеду.
На Светском првенству 1994. је био најбољи стрелац.
Био је Европски фудбалер године 1994.
Године 2004. именован је као један од 125 најбољих живих фудбалера од стране Пелеа.

## Клупска каријера
Стоичков је почео своју каријеру у родном граду. Године 1984. прелази у ЦСКА из Софије. У финалу бугарског купа 1985. године, био је умешан у тучу што је резултовало трајном суспензијом. Након годину дана, Фудбалски савез Бугарске поништава казну и дозвољава Стоичкову да настави да игра. У последњој сезони у ЦСКА 1989/1990, постао је добитник Златне копачке Европе, постигавши 38 голова у 30 лигашких мечева.
Сезоне 1990/1991. прелази у Барселону, где је био део Кројфовог „тима снова“. Стоичков је био део једног од најуспешнијих периода клуба, освојивши 4 пута заредом Примеру и Куп шампиона после победе над Сампдоријом 1992. Играјући за Барселону, постао је велики љубимац навијача. У Барселони је играо у тандему заједно са Ромариом.
Поред Барселоне, Стоичков је играо још и за Парму, Ал Наср, Кашиву рејсол, Чикаго фајер и на крају завршава каријеру 2003. године у Ди си јунајтеду.

## Репрезентација
Стоичков је био један од кључних играча на СП 1994. где је Бугарска дошла до 4. места. На том Светском првенству, Стоичков је био најбољи стрелац првенства и трећи по реду најбољи играч првенства. После Светског првенства 1994. Стоичков је изабран за најбољег европског играча године.
Бугарска је била друга у квалификационој групи за ЕП 1996. иза будућег шампиона Немачке. У тим квалификацијама Стоичков је постигао 10 голова. У завршници првенства Бугарска је испала одмах у групној фази, а Стоичков је постигао 3 поготка од којих је један био из слободног ударца, и то је био једини погодак из слободног ударца на првенству.
Стоичков се повукао из репрезентације 1999, укупно одигравши 83 меча и постигавши 37 голова.

## Трофеји

### Клуб
ЦСКА Софија
- Бугарска лига : 3
  - 1987, 1989, 1990.
- Бугарски куп : 4
  - 1985, 1987, 1988, 1989.
- Бугарски суперкуп : 1
  - 1989.

Барселона
- Шпанска лига : 5
  - 1991, 1992, 1993, 1994, 1998.
- Шпански куп : 1
  - 1997.
- Шпански суперкуп : 3
  - 1992, 1993, 1996.
- Куп Шампиона : 1
  - 1992.
- Европски суперкуп : 2
  - 1992, 1997.
- Куп победника купова : 1
  - 1997.

Ал Наср
- Азијски куп победника купова : 1
  - 1998.

Чикаго фајер
- УС Опен куп : 1
  - 2000.

### Индивидуални
- Бугарска лига : 
  - Најбољи стрелац (2) : 1989, 1990.
- Златна лопта : 1
  - 1994.
- Куп победника купова : 
  - Најбољи стрелац (1) : 1989.
- Бугарски фудбалер године : 5
  - 1989, 1990, 1991, 1992, 1994.
- Фудбалер године у Европи по часопису „Onze Mondial“ : 1
  - 1992.
- Златна копачка Европе : 1
  - 1989.
- Светско првенство у фудбалу 1994. :
  - Најбољи стрелац
- Светско првенство у фудбалу 1994. :
  - Члан најбољег тима
- Европско првенство у фудбалу 1996. :
  - Члан најбољег тима
- ФИФА 100